# Okres Strășeni
Strășeni je okres ve středním Moldavsku, severně od hlavního města Kišiněv. Žije zde okolo 83 tisíc obyvatel a jeho sídlem je město Strășeni. Na západě sousedí s okresem Nisporeni, na severozápadě s okresem Călărași, na severovýchodě s okresem Orhei, na východě s okresem Criuleni, na jihovýchodě s hlavním městem Kišiněv, a na jihu s okresem Ialoveni a okresem Hîncești.